# Байер, Герберт

Шрифт Universal, разработанный Гербертом Байером в 1925 году

Герберт Байер (нем. и англ. Herbert Bayer; 1900, Хаг-ам-Хаусрукк — 1985, Монтесито) — австрийский графический дизайнер, художник, фотограф, скульптор. Являлся видным представителем художественного движения Баухаус.

## Биография

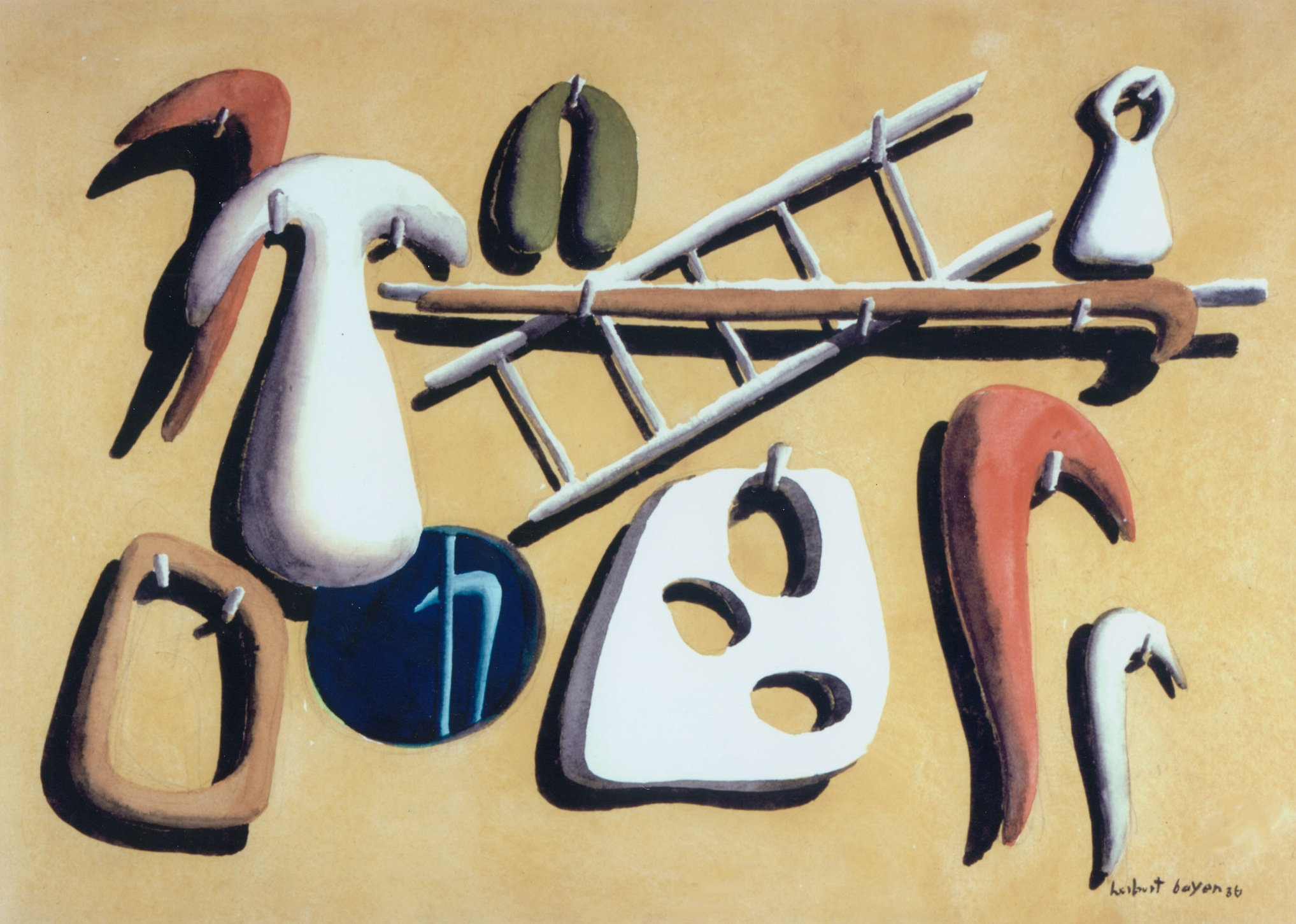
Stadelwand, 1936, Центр изобразительных искусств имени М. Т. Абрахама.

Герберт Байер родился 5 апреля 1900 года в небольшой деревне около Зальцбурга в северной части Австрии. В 19 лет он стал учеником художника Георга Шмидтхаммера, в мастерской которого занимался созданием постеров и рекламных плакатов. В возрасте 21 года Байер отправился в Германию, где поработав некоторое время в мастерской венского архитектора Эммануэля Маргольда, вскоре присоединился к художественному движению Баухаус.
В 1925 году Герберт принял на себя руководство печатно-рекламным цехом школы Баухаус в Дессау, там же он отвечал за дизайн печатных изданий.
С 1928 года Байер занимал пост арт-директора немецкого издания журнала «Vogue». В 1938 году переехал в Америку, где в течение последующих лет работал в сфере дизайна.
На протяжении всего творческого пути Герберт Байер организовал более 150 персональных выставок, а его работы привлекали серьезное внимание – работам Байера посвящались статьи и книги. В наше время творчество Байера находится более чем в 40 музеях Европы и Америки, а также во многих частных коллекциях. В фотоскульптуре «Метаморфоза» Байер ссылался на свою известную обложку журнала школы Баухаус от 1928 года, в очередной раз используя геометрические тела, такие как кубы, сферы и конусы.